# 第39回ダヴィッド・ディ・ドナテッロ賞
第39回ダヴィッド・ディ・ドナテッロ賞（だい39かいダヴィッド・ディ・ドナテッロしょう）の授賞式は、1994年6月18日にローマで行われた。

## 受賞とノミネート一覧
太字が受賞者。

### 作品賞
- 親愛なる日記 Caro diario（監督：ナンニ・モレッティ）
- Per amore, solo per amore（監督：ジョヴァンニ・ヴェロネージ）
- Perdiamoci di vista（監督：カルロ・ヴェルドーネ）

### 監督賞
- カルロ・ヴェルドーネ（『Perdiamoci di vista』）
- ナンニ・モレッティ（『親愛なる日記』）
- パスクァーレ・ポッツェッセレ（『Padre e figlio』）

### 新人監督賞
- シモーナ・イッツォ（『Maniaci sentimentali』）
- フランチェスコ・ラニエーリ・マルティノッティ（『Abissinia』）
- レオーネ・ポンプッチ（『Mille bolle blu』）

### 脚本賞
- ウーゴ・キーティ、ジョヴァンニ・ヴェロネージ（『Per amore, solo per amore』）
- フランチェスコ・マルチャーノ、カルロ・ヴェルドーネ（『Perdiamoci di vista』）
- ナンニ・モレッティ（『親愛なる日記』）

### プロデューサー賞
- アウレリオ・デ・ラウレンティス（『Per amore, solo per amore』）
- アンジェロ・バルバガッロ、ナンニ・モレッティ（『親愛なる日記』）
- ジョヴァンニ・ディ・クレメンテ（『Giovanni Falcone』）

### 主演女優賞
- アーシア・アルジェント（『Perdiamoci di vista』）
- キアラ・カゼッリ（『Dove siete? Io sono qui』）
- バルバラ・デ・ロッシ（『Maniaci sentimentali』）

### 主演男優賞
- ジュリオ・スカルパティ（『Il giudice ragazzino』）
- ディエゴ・アバタントゥオーノ（『Per amore, solo per amore』）
- ナンニ・モレッティ（『親愛なる日記』）
- シルヴィオ・オルランド（『Sud』）

### 助演女優賞
- モニカ・スカッティーニ（『Maniaci sentimentali』 ）
- レジーナ・ビアンキ（『Il giudice ragazzino』）
- ステファニア・サンドレッリ（『Per amore, solo per amore』）

### 助演男優賞
- アレッサンドロ・アベル（『Per amore, solo per amore』）
- ジャンカルロ・ジャンニーニ（『Giovanni Falcone』）
- レオポルド・トリエステ（『Il giudice ragazzino』）

### 撮影監督賞
- ブルーノ・カーショ（『Padre e figlio』）
- ダンテ・スピノッティ（『Il segreto del bosco vecchio』）
- ルカ・ビガッツィ（『Un'anima divisa in due』）
- ジュゼッペ・ランチ（『親愛なる日記』）

### 作曲賞
- ニコラ・ピオヴァーニ（『親愛なる日記』）
- フェデリコ・デ・ロベルティス（『Sud』）
- ニコラ・ピオヴァーニ（『Per amore, solo per amore』）

### 美術賞
- アントネッロ・ゲレン（『デモンズ'95』）
- ジャンティート・ブルキエッラーロ（『尼僧の恋』）
- エンリコ・フィオレンティーニ（『Per amore, solo per amore』）

### 衣装デザイン賞
- ピエロ・トージ（『尼僧の恋』）
- マウリツィオ・ミッレノッティ（『Il segreto del Bosco Vecchio』）
- ガブリエラ・ペスクッチ（『Per amore, solo per amore』）

### 編集賞
- カルロ・ヴァレリオ（『Padre e figlio』）
- ニーノ・バラーリ（『Per amore, solo per amore』）
- マルコ・ガッローネ（『親愛なる日記』）

### 録音賞
- トゥッリオ・モルガンティ（『Sud』）
- ベニート・アルキメデ（『Perdiamoci di vista』）
- フランコ・ボルニ（『親愛なる日記』）

### 外国映画賞
- 父の祈りを（監督：ジム・シェリダン）
- 日の名残り（監督：ジェームズ・アイボリー）
- シンドラーのリスト（監督：スティーブン・スピルバーグ）

### 外国人女優賞
- エマ・トンプソン（『日の名残り』）
- ホリー・ハンター（『ピアノ・レッスン』）
- ミシェル・ファイファー（『エイジ・オブ・イノセンス』）

### 外国人男優賞
- アンソニー・ホプキンス（『日の名残り』）
- ダニエル・デイ=ルイス（『父の祈りを』）
- アル・パチーノ（『カリートの道』）

### ダヴィッド・ルキノ・ヴィスコンティ賞
- マノエル・ド・オリヴェイラ

### ダヴィッド特別賞
- アルベルト・ソルディ
- ステファノ・ディオニージ
- アルベルト・ラットゥアーダ